# Jonatán Vadnai
Jonatán Vadnai (Veszprém, 27 de marzo de 1998) es un deportista húngaro que compite en vela en la clase Laser. Ganó dos medallas en el Campeonato Europeo de Laser, en los años 2021 y 2024.

## Palmarés internacional
| \| Campeonato Europeo \| Campeonato Europeo \| Campeonato Europeo \| Campeonato Europeo \| \| Año \| Lugar \| Medalla \| Clase \| \| ------------------ \| ------------------ \| ------------------ \| ------------------ \| \| 2021 \| Varna (Bulgaria) \| Medalla de bronce \| Laser \| \| 2024 \| Atenas (Grecia) \| Medalla de plata \| Laser \| |                  |                   |       |
| Campeonato Europeo |                  |                   |       |
| Año | Lugar            | Medalla           | Clase |
| 2021 | Varna (Bulgaria) | Medalla de bronce | Laser |
| 2024 | Atenas (Grecia)  | Medalla de plata  | Laser |